# آریکو
آریکو (به اسپانیایی: Arico) یک شهرستان در اسپانیا با جمعیت ۷٬۵۲۹ نفر است که در جزایر قناری واقع شده‌است.

## نگارخانه

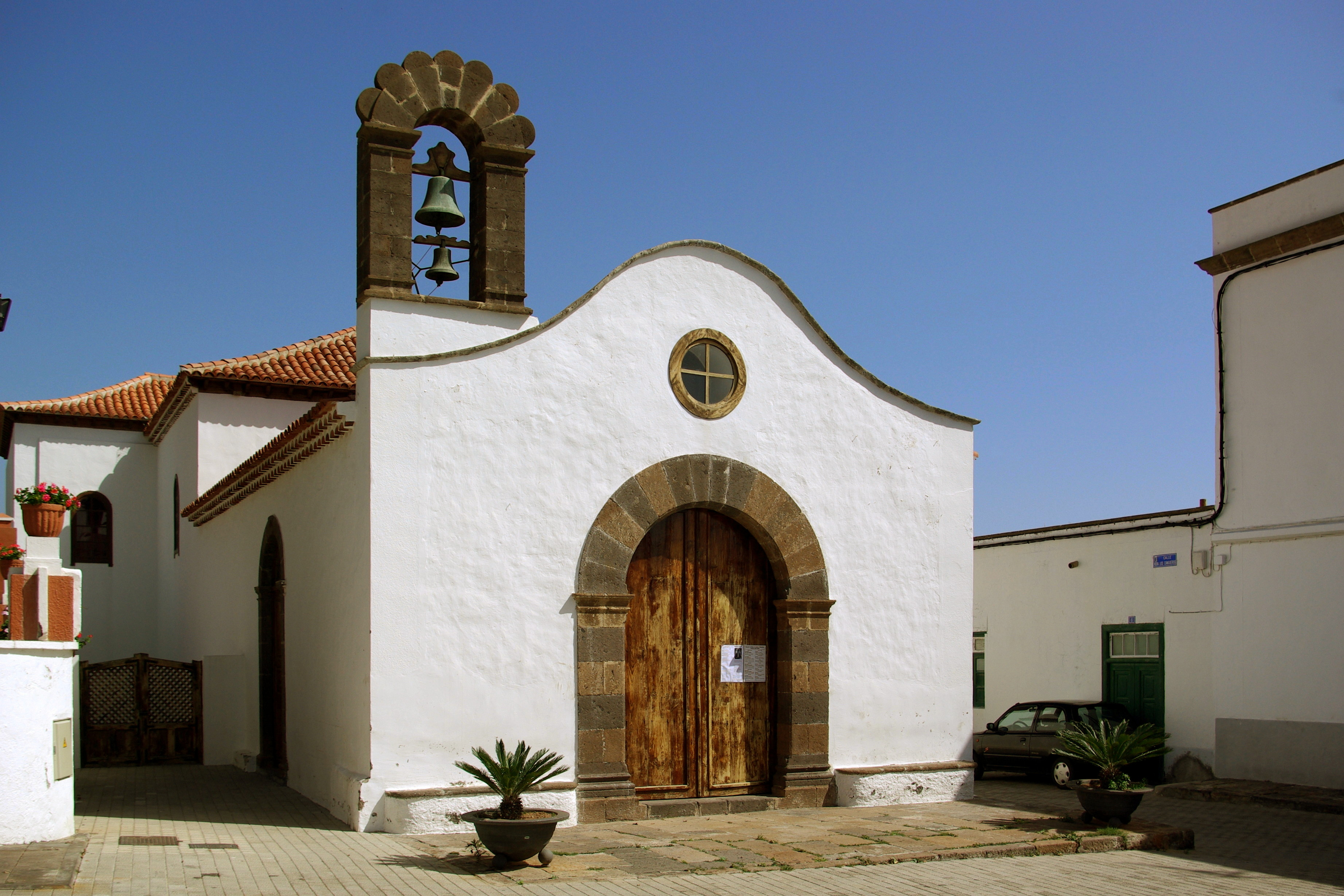
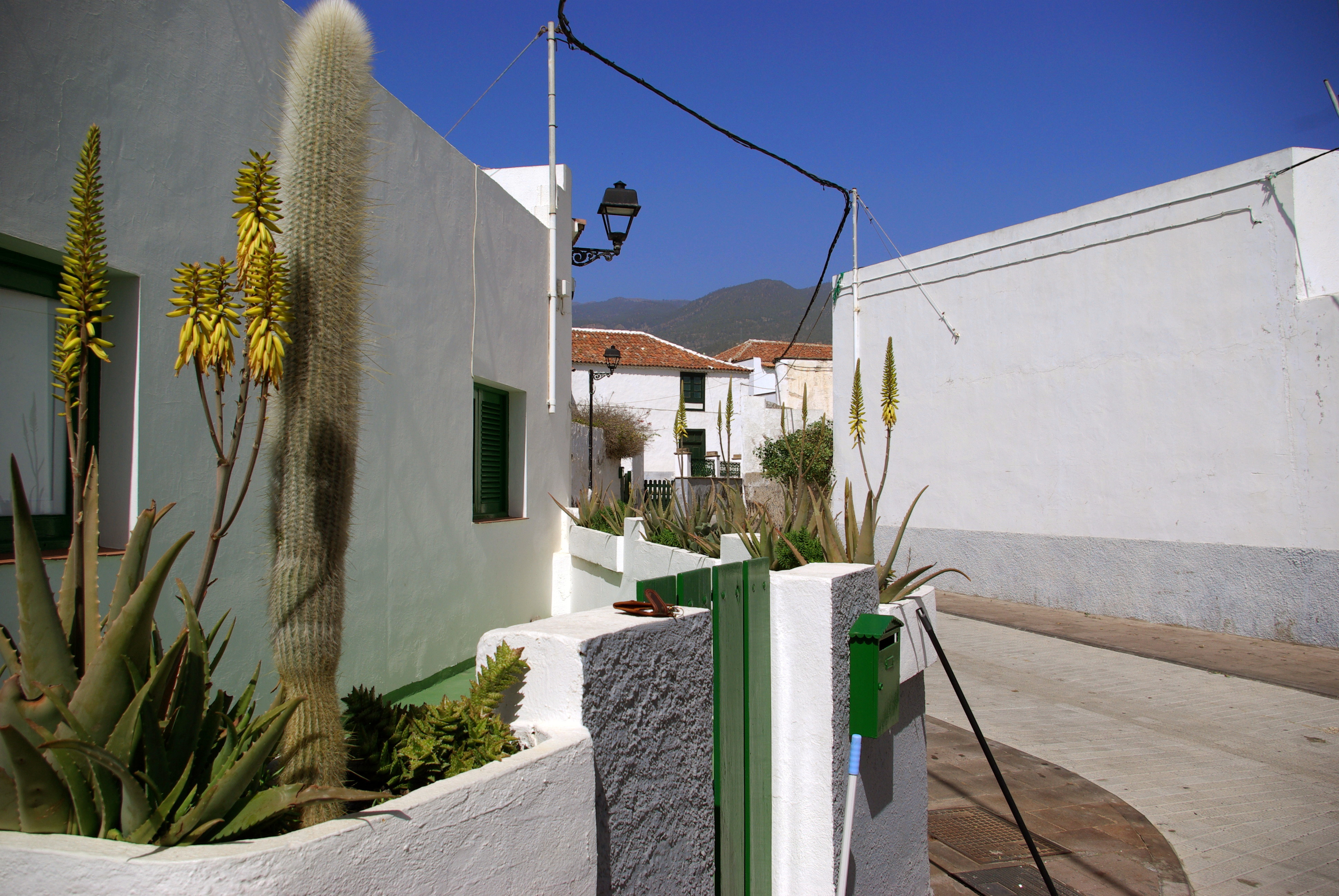